# 乙部剛之進

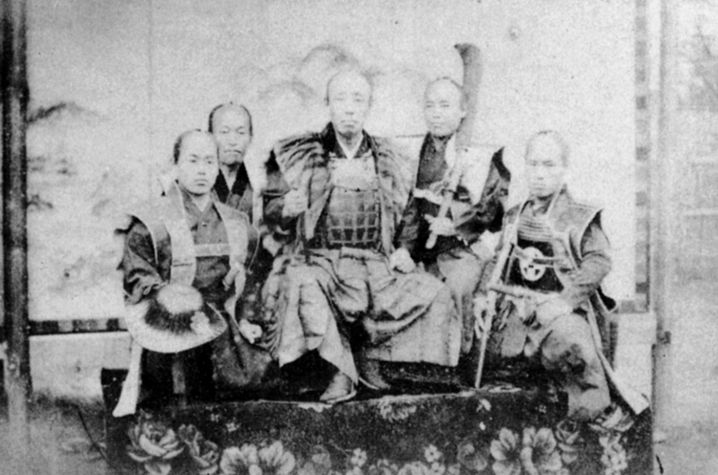
一番左が乙部剛之進

乙部 剛之進（おとべ ごうのしん、？－明治2年5月11日（1869年6月20日））は、幕末期の備中松山藩士、新選組隊士。変名は武部銀次郎とも。
戊辰戦争で各地を転戦し、仙台で榎本武揚艦隊と合流。土方歳三配下の新選組に入隊し蝦夷地へ渡る。箱館総攻撃により、弁天台場で戦死した。